# أندرياس بروهن
أندرياس بروهن (بالدنماركية: Andreas Bruhn Christensen)‏ هو مدرب كرة قدم ولاعب كرة قدم دنماركي في مركز الوسط، ولد في 17 فبراير 1994 في Støvring ‏ في الدنمارك. شارك مع منتخب الدنمارك تحت 19 سنة لكرة القدم ومنتخب الدنمارك تحت 21 سنة لكرة القدم. أما مع النوادي، فقد لعب مع نادي أوبه.

## وصلات خارجية
- أندرياس بروهن على موقع قاعدة بيانات كرة القدم.إي يو (الإنجليزية)
- أندرياس بروهن على موقع Soccerway.com (الإنجليزية)
- أندرياس بروهن على موقع AS.com (الإسبانية)